# 有吉佐和子
有吉 佐和子（ありよし さわこ、1931年（昭和6年）1月20日 - 1984年（昭和59年）8月30日）は、日本の小説家・劇作家・演出家。身長165cm。
和歌山県和歌山市出身。日本の歴史や古典芸能から現代の社会問題まで広いテーマをカバーし、読者を惹きこむ多くのベストセラー小説を発表した。カトリック教徒で、洗礼名はマリア=マグダレーナ。代表作は『紀ノ川』、『華岡青洲の妻』、『恍惚の人』など。娘にエッセイストの有吉玉青がいる。正確には「吉」の字は下が長い「𠮷（土吉）」なのだが、小説を書いていた頃には活字がなかった。

## 経歴

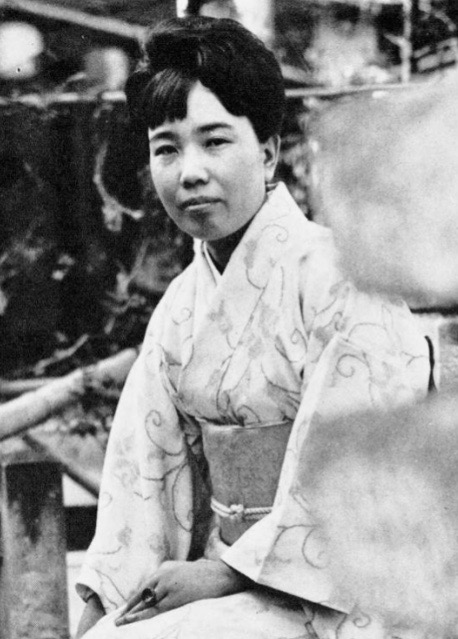
1966年4月5日、明治座の付近で撮影。

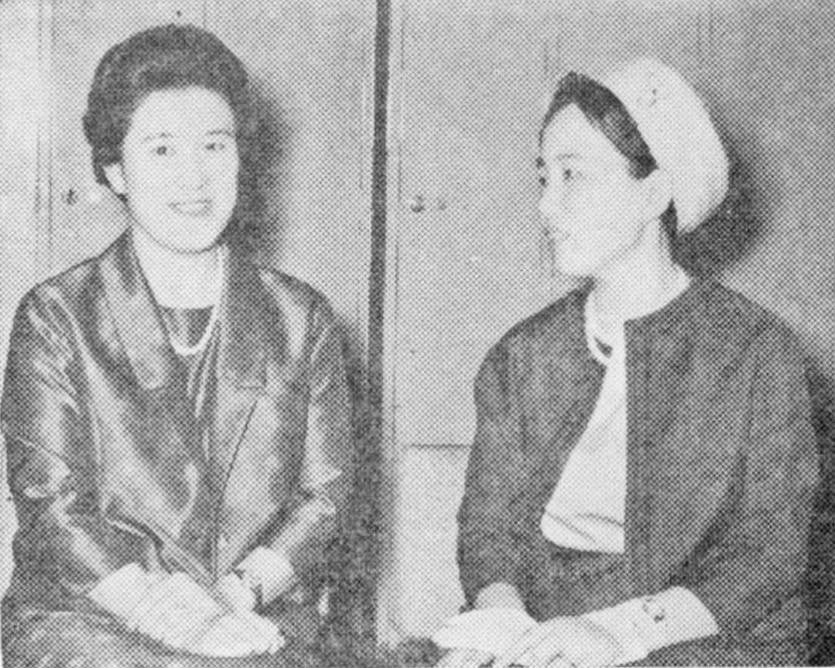
『婦人公論』編集長の三枝佐枝子と有沢佐和子

父は有吉眞次。長州藩士有吉熊次郎は曽祖父にあたる。
佐和子の母の有吉秋津は明治37年（1904年）に和歌山の庄屋の家に生まれ、旧姓は木本といい、父の木本主一郎は政治家だった。たいそうな大女で結婚条件は自分より背が高いことだった。こうして横浜信用金庫に勤めていた180cmの有吉眞次に嫁ぎ、お手伝いを連れて上京した。
横浜正金銀行勤務の父の赴任に伴い、佐和子は小学校時代を旧オランダ領東インドのバタヴィアおよびスラバヤで過ごした。
1941年に帰国後、東京市立第四高女（現・都立竹台高校）から疎開先の和歌山高女（現・和歌山県立桐蔭高校）へ。その後、光塩高女を経て、府立第五高女（現・都立富士高校）卒業。東京女子大学英文学科に入学したが休学後1952年同短期大学部英語学科卒業。大蔵省外郭団体の職員を経て舞踊家吾妻徳穂の秘書となる。
大学在学中から演劇評論家を志望し、雑誌『演劇界』嘱託となる。同人誌『白痴群』、第15次『新思潮』に参加。1956年に『地唄』が文學界新人賞候補、ついで芥川賞候補となり一躍文壇デビューを果たした。翌年の1957年には『白い扇』が直木賞候補になっている。初期には主として日本の古典芸能を題材とした短編が多いが1959年、自らの家系をモデルとした長編『紀ノ川』で小説家としての地位を確立した。
1962年、神彰（興行師。有吉との離婚後、居酒屋チェーン「北の家族」経営者となる）と結婚。長女として有吉玉青をもうけるが、神の事業の失敗により1964年に離婚した。
1967年4月に行われた東京都知事選挙では、社会・共産推薦候補の美濃部亮吉を応援した。
1968年、文化人類学者畑中幸子が調査中だったニューギニア山中の村を訪れ、エッセイ『女二人のニューギニア』を執筆。帰国後マラリアを発症。
1970年代に入ると代表作となる『恍惚の人』や『複合汚染』が大きな反響を呼び、いわゆる「社会派」的イメージが定着した。その流れの中で、第10期中央教育審議会委員に任命されたほか、参院選全国区に出馬した市川房枝の応援や、「四畳半襖の下張」裁判の弁護側証人として東京地裁で証言するなどの社会的活動も行った。
また、しばしば国内外へ取材旅行に出かけ、1959年～1960年にかけてロックフェラー財団の奨学金を得て、ニューヨーク州のサラ・ローレンス大学に9か月間留学。1970年～1971年には、ハワイ大学で、半年間「江戸後期の戯曲文学」を講義している。特に中国との縁が深く（後述）、1961年には亀井勝一郎らと国交回復前の中華人民共和国を訪問し、以後たびたび招待された。1965年には天主教（中国におけるカトリックを指す）調査のため半年滞在し、1978年には『有吉佐和子の中国レポート』執筆のため人民公社に入っている。
1972年、中央教育審議会の委員に就任した。
1984年8月30日未明、急性心不全のため東京都杉並区内の自宅で死去した。53歳没。東京都監察医務院で行政解剖され、「病死」と断定され、警察も「自殺などの事件性はないと断定」した。祖父の眠る墓に入ったがただ一人キリスト教徒だったので、墓石の戒名のところに「マリア・マグダレナ」と洗礼名を刻むことになった。
有吉の死後、妙法寺（東京都杉並区堀ノ内）に『有吉佐和子の碑』が建立され、命日の8月30日に『有吉忌』と題する追善法要が執り行われている。

## 主な作品
ストーリーテラーとしての才能と旺盛な好奇心をもち、多分野に亘る長期間の綿密な取材に基づいた作品を次々に発表して、同世代の女性を中心とする多くの読者を獲得した。主な作品をテーマ別に大きく分類すると以下の通りになる。
出発点である古典芸能や花柳界を扱った作品
『断弦』『香華』『連舞』『乱舞』『一の糸』『芝桜』『木瓜の花』
歴史に題材を取った作品
『助左衛門四代記』『華岡青洲の妻』『出雲の阿国』『真砂屋お峰』『和宮様御留』
特に激動の近代を生き抜いた女性の一生をたゆまず流れる川のイメージにオーバーラップさせる一連の「川もの」
『紀ノ川』『有田川』『日高川』『鬼怒川』
現代の社会矛盾に鋭い目を向けた作品
現代化にゆれる離島の生活を採り上げた『私は忘れない』や『海暗』、人種差別問題に深く切り込んだ『非色』などから、認知症老人とその介護を描いた『恍惚の人』、化学合成物質が人体へ与える悪影響に警鐘を鳴らした『複合汚染』を経て、『有吉佐和子の中国レポート』『日本の島々、昔と今。』のような後期ルポルタージュにつながる。
現代人の人間関係の機微をテーマにした作品
夫の死後に正妻、妾と小姑の三人が一つ屋根の下に暮らすことになって起こるドタバタを通して老いを見つめた『三婆』、不倫を楽しむ男性の破滅を描く『不信のとき』、社宅団地に住む「奥さま」たちの生活を喜劇的に描いた『夕陽カ丘三号館』、次々と人手に渡っていく青磁の壺の持ち主の人間模様をオムニバス形式で追う『青い壺』、27人の関係者へのインタビューという形式によって一女性の虚実を浮かび上がらせる『悪女について』、演劇界のどろどろした内情をミステリータッチに描いた『開幕ベルは華やかに』などがある。
有吉は演劇に造詣が深く、『ふるあめりかに袖はぬらさじ』などいくつかの戯曲作品があり、また自作小説を中心に脚本化や舞台演出も数多く手がけた。ベストセラーが多いため、作品はしばしば映画化・ドラマ化されている。

## 文壇の評価と研究史
デビュー当初、有吉はマスコミからは曾野綾子とならぶ「才女」ともてはやされたが、芥川賞・直木賞とも候補に終わった（「才女」には才能のある女の意味だけでなく、それ以前の女性作家のような人生経験に基づいた作品ではなく、頭だけで書いている、という揶揄も含まれていた）。『群像』編集長を務めた大久保房男は在任中有吉の作品を一度も掲載しなかった。また武田友寿や千頭剛など一部を除き、同時代の批評家をはじめとする文壇からは敬遠されていた。有吉本人の激しい気性も理由の一つであろうが、文学的にはその物語性の強さが私小説的純文学の気風に合わなかったことが早くから指摘されている。また、一見古風なテーマを好む伝統主義者のように見えるが、実際には伝統を外部から客観的に、時にはエキゾチシズムをもってながめる「外地育ち」「エトランゼ（異邦人）」の視線があるという評価も確立している。一方、歴史を題材とした作品（特に『華岡青洲の妻』『真砂屋お峰』）では史実と矛盾したところが多く見られるとして、歴史小説家からの評価は今なお厳しい。
こうした中、1984年有吉の死去に際して橋本治は有吉文学に通底するモチーフを「女性があっけらかんと生きるのって素敵じゃない?」、つまり筋を通して働くことで男性の束縛から自立した女性の自由と誇りの擁護であると喝破し、これまでの批評家に見られない新しい筆致で肯定的に論じた。
没後、半田美永・宮内淳子をはじめ、学界の中で有吉を研究対象にする近代文学研究者が増えている。
没後20年を記念して2004年に出版された井上謙・半田美永・宮内淳子編『有吉佐和子の世界』は複数の文学研究者が集まり、ポストコロニアル批評などの新しいアプローチによって正面から有吉とその文学を追究した初めての単行本である。特に巻末の年譜と関連文献目録はこれまでで最も詳細である。
1994年と2005年に関川夏央は有吉を論じ、その生き急いだ感のある一生を「サーモスタットのない人生」と評した。関川は後期作品（『複合汚染』『悪女について』『開幕ベルは華やかに』）に構成の破綻が見られると指摘しているほか、紀行文『女二人のニューギニア』と『有吉佐和子の中国レポート』を対比して、前者の明るさ、おもしろさと後者の焦燥感との落差の原因を「老い」に求め、また有吉の非私小説的作風が畑中幸子を描いた前者と自分自身の奮闘を描いた後者のできばえの差にあらわれていると書いている。
これと関連して関川は、そもそも有吉には自分自身の内面を書く能力も意志もなく、自分と似た性格を持つ他の女性を外から観察して描くことにおいて卓抜さを発揮したのだと評しているが、有吉のこうした傾向は有吉の持つ「外地育ちの視線」と呼応している。「お嬢さま」「才女」「外地育ち」という有吉の位置は、いずれも対象を外部から分析的にとらえるアプローチに結びついており、精神の内省的な把握を重視する姿勢からは遠かった。しかし同時に、そうした「外部」からの視角をもったがゆえに、それまで「内部」では気付かれなかった斬新な論点を世に先駆けて提起することができたのである。

## 人物
長州人エリートを父方に紀州の名家を母方にもつ「お嬢さま」で幼い頃から病弱であり、学校は休みがちで家で蔵書を乱読した。『孝経』の素読を受け、漢籍の素養があったことはあまり知られていない。理知的で頭の回転が速く、ものおじしない一方、喜怒哀楽と感情の起伏が激しかった。このような直情径行型の性格は、デビュー当時は「老人キラー」として肯定的に受け入れられていたが、中年期以降高名なベストセラー作家として丁重に扱われるようになると逆にマイナスに働き、ときに周囲との摩擦や衝突を引き起こした。また小説家として早くから成功したこと、その作風が文壇主流に認められなかったことから、心中には常にベストセラーを世に送ることで実績を誇示しつづけなければならないプレッシャーがあったと考えられる。
藪内流茶道をたしなみ、「青庵」の茶名をもっていた。和服を好み、外国訪問時には華やかな和装でしばしば周囲の注目を集めた。国交回復前の中国に日本の作家団として招待されたときにも、派手な服装の自粛をすすめられたにもかかわらず、華やかな着物で訪問して歓迎され、周恩来に「今日の私の着物の柄が牡丹（中国の国花）でなくて残念です」と言ったところ、周から「牡丹はあなた自身ですね」と返されている。しかしこうした日本文化への造詣は主として大学在学中に歌舞伎界への出入りを始めてからわずかの間に身につけたものである。
『三婆』『恍惚の人』をはじめ、「老い」をとりあげた作品が多いが、自らの「老化」を語るとき「以前は一度辞書を引けばすぐ覚えられた英単語を忘れるようになった」ことを挙げている。その聡明さがしのばれる。
なお、有吉の作品と人物を考える上で不可欠なのは母親秋津の存在である。代表作となった『紀ノ川』は秋津（文緒）と有吉（華子）自身との関係を含む母方の家系をモデルとした小説であるが、執筆のきっかけとなったのはマスコミの寵児であった有吉に秋津の「あなたが何を書いたというのか」のひとことであった。これを発表してすぐにアメリカへ留学したのも、マスコミから脱出して自分を見つめなおすためであった。また実生活でも、秋津は有吉の離婚後から生まれたばかりの孫の養育のために同居し、その後有吉の死まで実質的な秘書役を務め、作品の批評から資料の整理、常用薬の管理までを引き受けるなど、公私に亘ってその生活に大きな影響力をもっていた。「四畳半襖の下張裁判」に触発され、「ポルノグラフィーを書く」と宣言して連載を始めた『油屋おこん』が実質的な中断に終わった理由のひとつは、主人公の年齢が娘と同年であったこととならんで、秋津の反対があったからだといわれている。
『油屋おこん』の新聞連載を小幡欣治が読み、有吉佐和子に舞台化を申し出ると「あれはミカンの小説。自分の著作集にも入れていないので困る」と言われ、その後の話し合いで、「おこんとお鹿の設定を使いたいのなら、私（有吉）の名前は出さなくていいから自由におやりになって」と返事があり舞台化された。

### 『笑っていいとも!』テレビジャック事件
活躍の裏では、長く不眠症に苦しみ長編を書き終わる毎に体力を消耗して入院し、特に中年期以降の健康状態は心身共に安定していなかった。なおテレビにはデビュー当初、NHKで放映された『私だけが知っている』にレギュラー出演していた事があるがそれ以降は執筆活動を優先して極力出演を避けていた。
死の約2か月前である1984年6月22日の金曜日、『笑っていいとも!』の「テレフォンショッキング」に前日6月21日の木曜日に俳優の有島一郎から紹介され、同番組に生涯唯一の出演を果たす。なお出演を承諾した理由の一つに「『テレフォンショッキング』に出ていないと娘（有吉玉青）に莫迦にされるから」だった。
その同番組の本番中に発生した「『笑っていいとも!』テレビジャック事件」は大きな話題となった。途中までコーナーは滞りなく進行していたが、有吉は翌日のゲストを紹介しても帰る素振りを一切見せず、それどころか持参していたラジカセを取り出し、タモリが作詞した早稲田大学の応援歌（ザ・チャンス）をタモリと共に歌唱するなど結局番組終盤まで居座り続けた。後述通り次のコーナー待ちで痺れを切らした明石家さんまが飛び入りで参加するなどの状況を経て漸く退出するが、この時点で出演から42分であり、時刻は12時42分を指していた。前日、有島が電話で出演依頼した際も、有吉は、「天下の名優有島一郎を前に、背広やネクタイもつけないのはタモリもさんまも失礼だ」と強烈に叱りつけている（この為、タモリは当日本番においては正装で有吉を迎え入れていた）。しかし、前日有吉に番組出演を依頼した有島を初め、橋本治（有吉の紹介で翌週の6月25日の月曜日に出演）・池田満寿夫・筒井康隆らはいずれも「痛々しくて見ていられなかった」と評している。また同番組でタモリとのトーク中に有吉自身「不眠症が続いて毎日誘眠剤（睡眠薬）を服用しないと寝られないの」とも語っていた。更にその後、有吉の訃報を伝えたマスコミは揃ってこの事件を有吉の奇行として大きく採り上げた。
『爆笑問題の日曜サンデー』（2010年1月10日放送回）で有吉の特集が組まれ娘の玉青がゲスト出演した。その際に玉青は、この「テレビジャック事件」は番組側から頼まれてやった演出であった事を明かした。「母は一生懸命で真面目な人だから頑張った。途中でお客さんからブーイングがあったみたいだけど母は『頼まれた事だから』とやり通した」と振り返り、その時の有吉の様子を「本当に可哀相だった」と述べている。また玉青は2013年に出版された『タモリ論』の中でこの出来事が取り上げられた際、事実誤認があると著者の樋口毅宏に抗議している。樋口は番組内での有吉を「見るからにイッちゃっていた」とし、その「暴走」ぶりに激高した明石家さんまがついには「死ねババア」とまで口走ったと記していたが、抗議を受けて映像を入手し検証したところ、番組内容が演出だったことの証拠となる箇所があり、また有吉は終始冷静かつ穏やかで、明石家さんまも「死ねババア」などという発言はしておらず、番組のエンディングにも登場した佐和子に対し「私きょう出てきてね、喋ったの『帰ってよ！』だけですよ。先生についていきます」と述べていた。樋口は「全部長い歳月を経ての妄想、そして幻想だった」として佐和子・玉青・さんまに謝罪し、「『有吉いいとも!事件』はなかったのだと、伝説を打ち止めにしたい」と述べた。
番組ジャックは有吉の数ヶ月前に黒柳徹子がやっていて、後にそれも番組の演出だったと明かしているが、有吉の場合は時をおかずに亡くなったことがあり、玉青は「ネットでは人々の妄想が妄想をよび、事件と異なる情報が流布していることが、私としては悔しくてなりません」と述べている。

### 交友関係
有吉は著名作家として交友関係は広かった。特に劇作家・演出家として水谷八重子 (初代)・山田五十鈴・草笛光子・宮城まり子・司葉子など演劇界・芸能界とは深い交流があった。また青年期の石原慎太郎は同世代作家（芥川賞候補（その後受賞）となったのが有吉より1期前）として有吉に親愛感を抱いており、有吉の死去に際して「若い頃一緒にナイトクラブに行ったとき口説こうと思ったが彼女がニンニクを食べた後だったので辟易してあきらめた」と書いている。秦野章はマージャン友達で、有吉は秦野の著書の帯に「彼は知恵の壺から出てきた男だ。かつて一度も間違ったことはない」という推薦文を寄せた。菅直人は市川房枝の若者応援団のリーダーとして『複合汚染』冒頭に登場しているが、有吉は菅が自分を房枝の代わりとして勝手に候補者にかつぎあげようとも考えていたと聞いてゾッとし、「ハンサムだけど嫌われなければならない」と思いつめてことさらにガミガミ怒鳴りつけたと記している。阿川弘之とは古くから親交があり、二人を一巻にまとめて収録している文学全集が複数あるが、阿川自身は有吉の生前からエッセイでかなり手厳しい人物評を書いており、娘の阿川佐和子の名を有吉からとったという風評をくりかえし否定している。
国外で関係の深かった中国では老舎・夏衍・謝冰心など作家の他、政府要人、特に廖承志と親しく、また唐家璇は1965年の有吉滞在時に通訳を務め、『有吉佐和子の中国レポート』では「唐少年」と呼ばれている。老舎の妻と娘は『人民日報』に有吉の追悼文を寄稿している。

## 顕彰施設

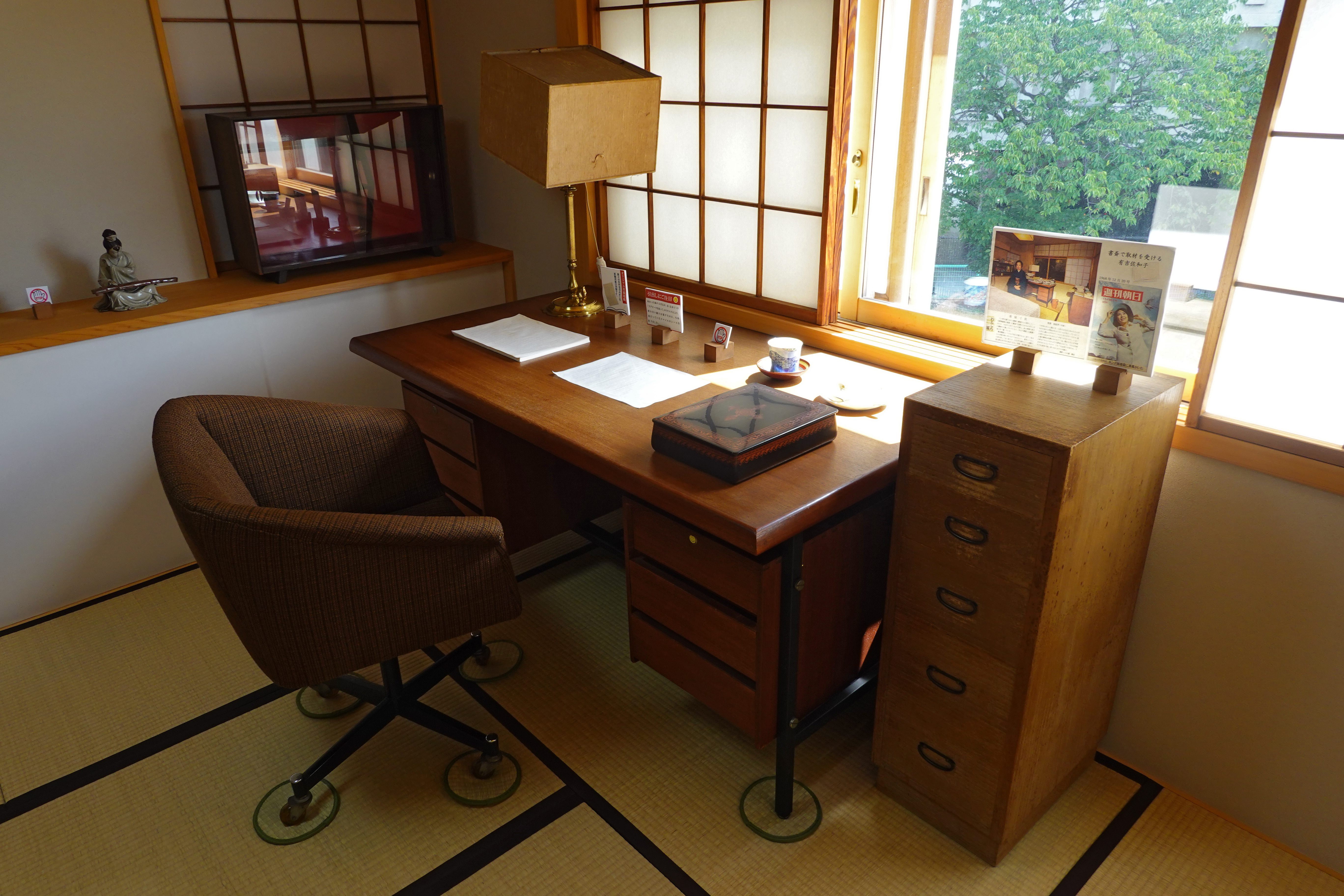
和歌山市立有吉佐和子記念館2Fに復元された書斎

2022年6月5日、和歌山県和歌山市伝法橋南ノ丁に和歌山市立有吉佐和子記念館がオープンした。建物は2階建てで、1階には原稿の展示のほかレストラン・カフェや物販コーナー、2階は書斎や茶室がある。1961年から1979年まで暮らした東京都杉並区の邸宅を再現するため、実際に使用された家具や建具も配置されている。

## 受賞歴
- 1957年 「石の庭」（テレビドラマ脚本/日本放送協会／大阪中央放送局）で第12回芸術祭テレビ部門奨励賞[24]
- 1958年 「ほむら」（義太夫の作詞/日本放送協会大阪中央放送局）で第13回芸術祭音楽部門芸術祭賞
- 1963年 『香華』で第1回婦人公論(中央公論新社)読者賞[25]、第10回小説新潮賞[26]
- 1964年 『香華』で第1回マドモアゼル(小学館/9巻3号(1968.3)以後休刊)[27]読者賞
- 1967年 『華岡青洲の妻』で第6回女流文学賞
- 1968年 『海暗』で第29回文藝春秋読者賞[28]
- 1968年 『出雲の阿国』で第6回婦人公論読者賞
- 1970年 『出雲の阿国』で第20回芸術選奨文部大臣賞[29]
- 1970年 『出雲の阿国』で第2回日本文学大賞[30]
- 1979年 『和宮様御留』で第20回毎日芸術賞

## 作品・著書

### 小説

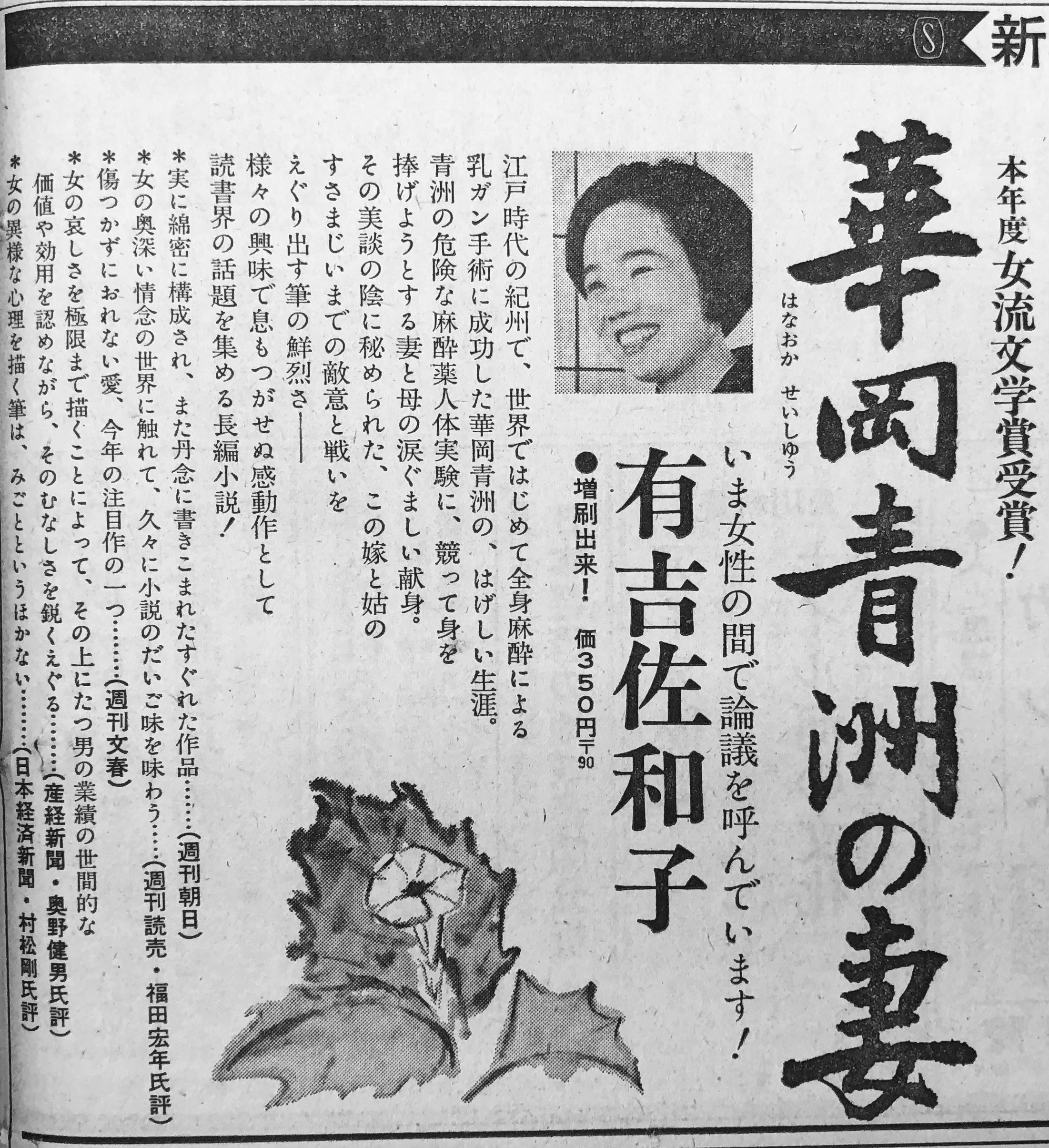
『華岡青洲の妻』（1967年、新潮社）の新聞広告

- 『落陽の賦』（1954年、処女作。1961年に「落陽」と改題）
- 『地唄』（1956年。本来は長編『断弦』の一部）のち新潮文庫
- 『処女連祷』三笠書房 1957 のち集英社文庫
- 『まつしろけのけ』文藝春秋、1957年。NDLJP:1356161。
- 『断弦』大日本雄弁会講談社 1957 のち文春文庫
- 『花のいのち 小説・林芙美子』中央公論社、1958年。NDLJP:1357280。
- 『ずいひつ』新制社 1958
- 『美っつい庵主さん』新潮社 1958 のち文庫
- 『げいしゃわるつ・いたりあの』中央公論社 1959
- 『江口の里』中央公論社 1959 のち文庫
- 『紀ノ川』中央公論社 1959 のち文庫、角川文庫、新潮文庫
- 『こぶとりじいさん』伊東万燿絵 講談社（講談社の絵本）1959
- 『私は忘れない』中央公論社、1960年。NDLJP:1359112。 のち新潮文庫
- 『祈祷』講談社 1960
- 『新女大学』中央公論社、1960年。NDLJP:1670199。
- 『有吉佐和子集』筑摩書房（新鋭文学叢書）1961
- 『三婆』新潮社 1961 のち文庫、「地唄・三婆」講談社文芸文庫
- 『ほむら』講談社 1961
- 『女弟子』中央公論社、1961年。NDLJP:1360009。
- 『更紗夫人』集英社 1962 のち文庫
- 『閉店時間』講談社、1962年。NDLJP:1360113。 のち河出文庫
- 『雛の日記』文藝春秋新社、1962年。NDLJP:1360287。
- 『脚光』講談社 1962
- 『香華』中央公論社 1962 のち新潮文庫[31]
- 『若草の歌』集英社、1963年。NDLJP:1360113。
- 『連舞』集英社 1963 のち文庫
- 『助左衛門四代記』文藝春秋新社 1963 のち新潮文庫
- 『有田川』講談社 1963 のち角川文庫
- 『仮縫』集英社 1963 のち文庫
- 『つるの恩返し』講談社（マザー絵本）1964
- 『非色』中央公論社 1964 のち角川文庫、河出文庫
- 『ぷえるとりこ日記』文藝春秋新社 1964 のち角川文庫、岩波文庫
- 『女館』講談社、1965年。NDLJP:1361542。
- 『一の糸』新潮社 1965 のち文庫
- 『日高川』文藝春秋新社、1966年。NDLJP:1361897。
- 『ライオンのめがね』熊田千佳慕絵（講談社の絵本）1966
- 『乱舞』集英社 1967 のち文庫（「連舞」続編）
- 『華岡青洲の妻』新潮社 1967 のち文庫
- 『不信のとき』新潮社 1968 のち文庫
- 『海暗（うみくら）』文藝春秋、1968年。NDLJP:1363187。 のち新潮文庫
- 『かみながひめ』秋野不矩絵 ポプラ社（むかしむかし絵本）1969
- 『女二人のニューギニア』朝日新聞社 1969 のち文庫
- 『出雲の阿国』中央公論社 1969-1972 のち文庫
- 『芝桜』新潮社 1970 のち文庫
- 『夕陽ヵ丘三号館』新潮社 1971 のち文庫
- 『針女』新潮社 1971 のち文庫
- 『恍惚の人』新潮社 1972 のち文庫
- 『孟姜女考』新潮社 1973
- 『木瓜の花』新潮社 1973 のち文庫
- 『真砂屋お峰』中央公論社 1974 のち文庫
- 『母子変容』講談社 1974 のち文庫
- 『複合汚染』新潮社 1975 のち文庫
- 『鬼怒川』新潮社 1975 のち文庫
- 『青い壷』文藝春秋 1977 のち文庫
- 『複合汚染その後』潮出版社 1977
- 『和宮様御留』講談社 1978 のち文庫
- 『悪女について』新潮社 1978 のち文庫
- 『有吉佐和子の中国レポート』新潮社 1979 のち文庫
- 『日本の島々、昔と今。』集英社 1981 のち文庫、中公文庫、岩波文庫
- 『開幕ベルは華やかに』新潮社 1982 のち文庫
- 『有吉佐和子と七人のスポーツマン エキサイティングなヒーローたちの語りは男のアンソロジー』潮出版社 1984
- 『花ならば赤く』集英社文庫 2014 単行本未収録作を没後30年に刊行

### 戯曲・脚本
- 石の庭（1957年）： テレビドラマ：1957年NHK大阪
- ふるあめりかに袖はぬらさじ - 亀遊の死（1970年）
- 『ふるあめりかに袖はぬらさじ』中央公論社（1970年）のち文庫
- 山彦ものがたり（1975年）

### 翻訳
- ダニエル・ベリガン『ケイトンズヴィル事件の九人』（戯曲、エリザベス・ミラーと共訳、1972年）
- ブノワット・グルー『最後の植民地』（カトリーヌ・カドゥと共訳、1979年）

### 選集
- 『有吉佐和子選集』（全13巻、新潮社、1970年-1971年）
- 『有吉佐和子選集第二期』（全13巻、新潮社、1977年-1978年）

### 外国語訳
- 暗流（海暗）梅韜譯 香港 七十年代雜誌社 1974
- 有吉佐和子小説選 文潔若 葉渭渠譯 北京 人民文学出版社 1977
- 恍愡的人 秀豊 渭慧譯 香港 朝陽出版社 1978
- The Doctor’s Wife（華岡青洲の妻）広中和歌子、Ann Siller Kostant訳、講談社インターナショナル 1978
- The River Ki（紀ノ川）Mildred Tahara訳、講談社インターナショナル、1980
- The Twilight Years（恍惚の人）Mildred Tahara訳、講談社インターナショナル 1984
- The Kabuki Dancer（出雲の阿国）James R. Brandon訳、講談社インターナショナル 1994

## 映画化・テレビドラマ化リスト
注：初出発表年順
処女連祷（1957年）
テレビドラマ：1958年日本テレビ系
美っつい庵主さん（うっついあんじゅさん）（1957年）
映画：1958年日活「美しい庵主さん」
更紗夫人（1958年）
テレビドラマ：1967年NHK
紀ノ川（1959年）
映画：1966年松竹「紀ノ川 ─花の巻・文緒の巻」
テレビドラマ：1964年NHK
私は忘れない（1959年）
映画：1960年松竹
新女大学（1959年）
映画：1960年東宝「新・女大学」
テレビドラマ：1968年日本テレビ系「新・おんな大学」
香華（1961年-1962年）
映画：1964年松竹
テレビドラマ：1965年NET系、1969年フジテレビ系
三婆（さんばば）（1961年）
テレビドラマ：1961年TBS系、1974年NET系、1978年TBS系、1985年フジテレビ系、1989年TBS系、1991年-93年テレビ東京系
閉店時間（1961年）
映画：1962年大映
助左衛門四代記（1962年）
テレビドラマ：1968年TBS系
仮縫（1963年）
映画：1969年東宝「華麗なる闘い」
テレビドラマ：1977年NHK
一の糸（1964年-1965年）
テレビドラマ：1969年NHK
日高川（1965年）
テレビドラマ：詳細不明
乱舞（みだれまい）（1966年-1967年）
テレビドラマ：1969年フジテレビ系
華岡青洲の妻（1966年）
映画：1967年大映 監督：増村保造 脚本：新藤兼人
テレビドラマ：1967年NET系、1973年TBS系、2005年NHK「木曜時代劇」
出雲の阿国（1967年-1969年）
テレビドラマ：1973年NET系、1980年日本テレビ系、2006年NHK「出雲の阿国」
不信のとき（1967年）
映画：1968年大映
テレビドラマ：1968年TBS系、1978年フジテレビ系、1984年フジテレビ系、2006年フジテレビ系『不信のとき〜ウーマン・ウォーズ〜』
海暗（うみくら）（1967年）

芝桜（1969年-1970年）
テレビドラマ：1970年フジテレビ系
針女（しんみょう）（1969年-1970年）
テレビドラマ：1972年NHK
夕陽カ丘三号館（1970年）
テレビドラマ：1971年TBS系
恍惚の人（1972年）
映画：1973年東宝
テレビドラマ：2006年日本テレビ系
木瓜の花（ぼけのはな）（1972年-1973年）
テレビドラマ：1983年日本テレビ系
母子変容（1973年）
テレビドラマ：1989年フジテレビ系
和宮様御留（かずのみやさまおとめ）（1977年-1978年）
テレビドラマ：1981年フジテレビ系、1991年テレビ朝日系
悪女について（1978年）
テレビドラマ：1978年テレビ朝日系、2012年TBS系、2023年NHK
開幕ベルは華やかに（1982年）
テレビドラマ：1983年テレビ朝日系、2002年テレビ東京系

## その他

### ドキュメンタリー
- ETV特集「赤い靴を履いて〜作家 有吉佐和子の問いかけ〜」（2023年6月3日、NHK Eテレ）[32]